# Villa Róheim
Le villa Róheim (en hongrois : Róheim-villa) est un édifice situé dans le 14e arrondissement de Budapest.
Elle a été construite dans les premières années du XXe siècle par Samuel Róheim, qui y habitait au premier étage avec son fils, l'ethnologue et psychanalyste Géza Róheim, alors que le rez-de-chaussée était la résidence du Premier ministre hongrois István Tisza. Ce dernier y a été assassiné lors de la Révolution des Chrysanthèmes en 1918.

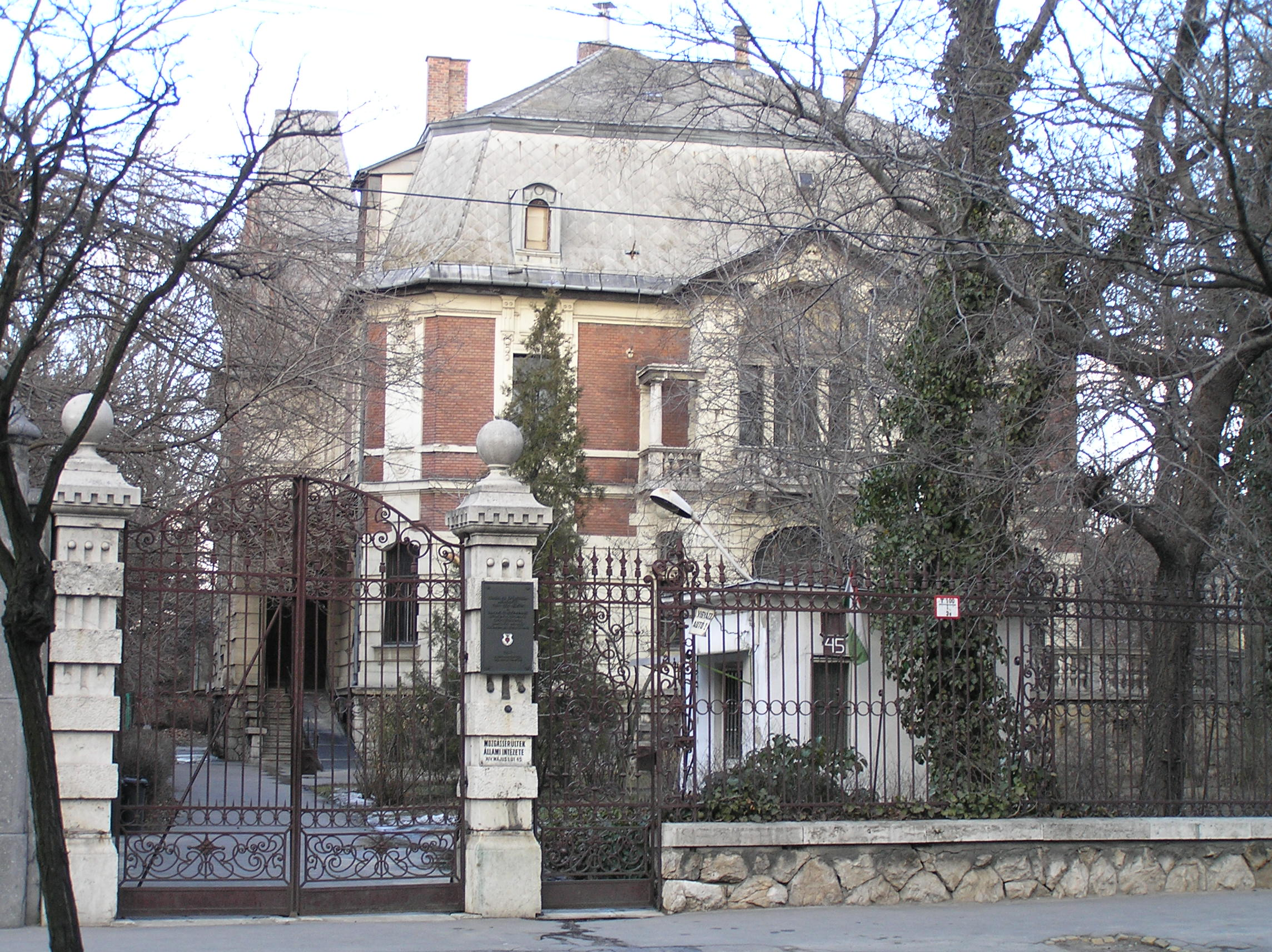
La villa vue de la rue.